# Långholm och Träskholm
Långholm och Träskholm med Koholmen är en ö nära Nötö i Nagu,  Finland. Den ligger i Skärgårdshavet i Pargas stad i den ekonomiska regionen  Åboland i landskapet Egentliga Finland, i den sydvästra delen av landet. Ön ligger omkring 5 kilometer sydväst om Nötö, 32 kilometer söder om Nagu kyrka, 66 kilometer sydväst om Åbo och omkring 180 kilometer väster om Helsingfors. Förbindelsebåten M/S Nordep trafikerar Träskholm.
Öns area är 1,38 kvadratkilometer och dess största längd är 3 kilometer i öst-västlig riktning.

## Sammansmälta delöar
- Långholm 59°54′59″N 21°43′23″Ö / 59.91633°N 21.72305°Ö
- Träskholm 59°54′50″N 21°44′19″Ö / 59.91378°N 21.73867°Ö
- Koholmen 59°54′51″N 21°42′47″Ö / 59.91426°N 21.71312°Ö